# Província de Namur
Namur (en neerlandès Namen, en való Nameur) és una província de Bèlgica dins de la regió de Valònia.

## Història
L'origen de la província de Namur es remunta al 1795, amb l'annexió dels Països Baixos austríacs i del Principat de Lieja per la França revolucionària. El departament del Sambre-et-Meuse va sorgir principalment de troços de l'antic Comtat de Namur i del principat de Lieja.
Amb la caiguda del Primer Imperi Francès, el 1815 el rei Guillem I dels Països Baixos va mantenir la divisió administrativa francesa, però va preferir el terme «província» i va triar noms històrics amb arrels a l'antic règim.
La província de Namur va ser creada per la Constitució del Regne Unit dels Països Baixos del 24 d'agost 1815. El seu territori abasta «la part del departament de Sambre i Meuse, que no pertany al Gran Ducat de Luxemburg» definit pel Tractat de Viena.
Els seus territoris van augmentar amb el districte de Philippeville, que formava part del departament de les Ardenes sota l'ocupació francesa.
Des del 1830 la província de Namur va esdevenir una província belga. El 1839 se li van treure els districtes de Marche-en-Famenne i de Saint-Hubert, els quals van ser afegits a la Província de Luxemburg. El 1977, amb la fusió de municipis, la província de Namur va afegir Sugny, que pertanyia a la província de Luxemburg. Al mateix temps va perdre Fronville que va ser integrat pel municipi d'Hotton i, per tant, passava a formar part de la província de Luxemburg.

## Municipis
1. Andenne

2. Anhée

3. Assesse

4. Beauraing

5. Bièvre (Bèlgica)

6. Cerfontaine (Bèlgica)

7. Ciney

8. Couvin

9. Dinant

10. Doische

11. Éghezée

12. Fernelmont

13. Floreffe

14. Florennes

15. Fosses-la-Ville 

16. Gedinne

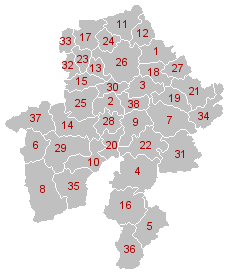
Mapa dels municipis de Namur

17. Gembloux (en neerlandès Gembloers)

18. Gesves

19. Hamois

20. Hastière

21. Havelange

22. Houyet

23. Jemeppe-sur-Sambre

24. La Bruyère

25. Mettet

26. Namur (en neerlandès Namen)

27. Ohey

28. Onhaye

29. Philippeville

30. Profondeville

31. Rochefort

32. Sambreville

33. Sombreffe

34. Somme-Leuze

35. Viroinval

36. Vresse-sur-Semois

37. Walcourt

38. Yvoir

## Districtes

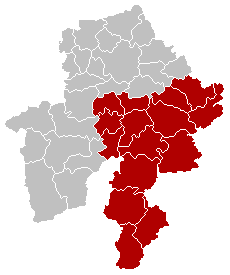
Districte de Dinant
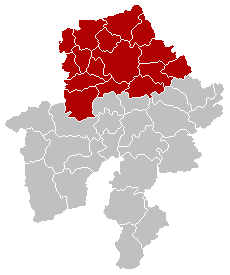
Districte de Namur
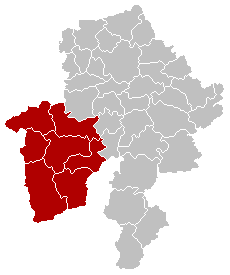
Districte de Philippeville

## Llista de governadors
- 1830 - 1834: Goswin de Stassart (Liberal)
- 1834 - 1840: Joseph Lebeau (Liberal)
- 1840 - 1847: Edouard d'Huart (Liberal)
- 1887 - 1848: Adolphe de Vrière (Liberal)
- 1848 - 1851: François Pirson (Liberal)
- 1853 - 1875: Charles de Baillet (Partit Catòlic)
- 1876 - 1877: D. de Mevius
- 1877 - 1881: Albert de Beauffort (Partit Catòlic)
- 1881 - 1882: Léon Pety de Thozée (Liberal)
- 1882 - 1884: Auguste Vergote
- 1884 - 1914: Charles de Montpellier de Vedrin
- 1919 - 1937: Pierre de Gaiffier d'Hestroy
- 1937 - 1944: François Bovesse (Liberal)
- 1945 - 1968: Robert Gruslin
- 1968 - 1977: René Close (PS)
- 1977 - 1980: Pierre Falize (PS)
- 1980 - 1987: Emile Lacroix
- 1987 - 1994: Emile Wauthy
- 1994 - 2007: Amand Dalem (PSC)
- Des del 2007: Denis Mathen (Mouvement Réformateur (liberal))

## Bandera
La bandera de la província de Namur i les armes van ser adoptades pel consell provincial el 15 d'octubre de 1953. Aquesta està formada per dues franges verticals que divideixen el camp en dos, la de l'esquerra en negre i vermella l'altra. Els colors són usats a la província des de la dècada de 1930. La ràtio és 2:3.